# Amt Bokhorst-Wankendorf
Amt Bokhorst-Wankendorf er et amt i det nordlige Tyskland, beliggende under Kreis Plön. Kreis Plön ligger i delstaten Slesvig-Holsten.
Amtet er beliggende i den sydvestlige del af Kreis Plön, og grænser mod nord til Kreis Rendsburg-Eckernförde og Amt Preetz-Land, mod øst til Amt Großer Plöner See, mod syd til Kreis Segeberg, og mod vest til byen Neumünster.

## Kommuner i Amtet
med tilhørende landsbyer og bebyggelser:
1. Belau med Gut Perdöl, Perdöl, Perdöler Mühle, Wangensahl, Honigholz, Scheelshof og Vierhusen
2. Großharrie med Kleinharrie og Vogelsang
3. Rendswühren med Altenrade, Hollenbek, Neuenrade, Schipphorst, Viehbrook og Wühren
4. Ruhwinkel med Seerade, Vier, Vorhof, Drögenkuhlen, Bockhorn, Eichholz, Altekoppel, Tanneneck og Schönböken
5. Schillsdorf med Altbokhorst, Bokhorst, Busdorf, Hüttenwohld, Kuhteich, Schlagbaum und Schönhagen
6. Stolpe med godserne Depenau, Bundhorst, Horst og Nettelau, Mühlenberg med Depenauer Mühle,
7. Tasdorf med Bornrüm
8. Wankendorf med Bockelhorn, Jägersberg, Kuhlrade, Löhndorf, Neuen Jäger, Grüner Jäger, Düsternbrook, Klauskuhlen, Obendorf og Schimmelhof

## Historie
Amtet blev oprettet 1. januar 2008 af kommuner fra de tidligere amter Bokhorst og Wankendorf. 5. august 2009 udtrådte Bönebüttel der indtil da var en af Amtet.